# Гуляев, Олег (дзюдоист)
Олег Гуляев (род. XX век, Тюменская область) — российский дзюдоист, бронзовый призёр чемпионатов России, бронзовый призёр московского международного турнира (1999), мастер спорта России.

## Спортивные результаты
- Международный юниорский турнир 1997 года, Кретей — ;
- Московский международный турнир 1999 года — ;
- Чемпионат России по дзюдо 1999 года — ;
- Чемпионат России по дзюдо 2000 года — ;
- Московский международный турнир 2000 года — 7 место;